# Suctobelbata hirauchiae
Suctobelbata hirauchiae är en kvalsterart som beskrevs av Chinone 2003. Suctobelbata hirauchiae ingår i släktet Suctobelbata och familjen Suctobelbidae. Inga underarter finns listade i Catalogue of Life.